# Karel Vlach
Karel Vlach   (Žižkov, 8 d'octubre de 1911 - Praga, 26 de febrer de 1986) va ser director i arranjador d'orquestra de dansa txec.
Va fundar la seva primera orquestra el 1938. Molts compositors, instrumentistes i arranjadors importants de l'escena de jazz txeca van passar gradualment per la seva banda.
El 1947-48 l'orquestra de Vlach va cooperar amb el teatre V + W (antic Osvobozené divadlo). Va gravar prolíficament amb "Supraphon" i la seva producció inclou arranjaments clàssics i orquestrals, així com jazz i pop per a big band amb cordes.
També va organitzar i dirigir moltes partitures de pel·lícules txeques del 1940 al 1980. Va iniciar les carreres de cant dels artistes txecs Yvetta Simonová (amb qui es va casar) i Milan Chladil el 1958. Ell i els seus companys musicals Dalibor Brazda i Gustav Brom també van arreglar i gravar molts títols per a la cantant britànica Gery Scott a finals de la dècada de 1950, majoritàriament del que ara s'anomena la sèrie American Songbook. Molts d'aquests títols ara són articles de col·lecció. El malaurat arranjador Fritz Weiss, li va arranjar moltes obres per a la seva orquestra tot i estar internat al camp de Theresienstadt.